# Monument à la gloire de l'expansion coloniale française
Le monument à la gloire de l'expansion coloniale française (ou à la plus grande France) est un groupe statuaire réalisé par Jean-Baptiste Belloc en 1913. En 2015, ses cinq morceaux sont exposés dans le jardin tropical de Paris, en France.

## Description
Le monument à la gloire de l'expansion coloniale française est exposé dans le jardin tropical, un espace vert implanté à l'extrémité orientale du bois de Vincennes, près de Nogent-sur-Marne. Le monument est démonté et ses cinq parties sont entreposées à même le sol, sur la végétation, près de l'entrée.
Il s'agit d'un groupe statuaire allégorique en pierre, dont les éléments disposés en arc de cercle représentent :
- la République, sous les traits d'une femme assise ;
- un coq gaulois surmontant un globe terrestre ;
- une femme antillaise ;
- une femme africaine ;
- une femme asiatique.

Les statues sont assez dégradées : plusieurs éléments sont brisés.
À l'origine, un socle portait l'inscription « À la gloire de l'expansion coloniale française sous la IIIe République ».

## Historique

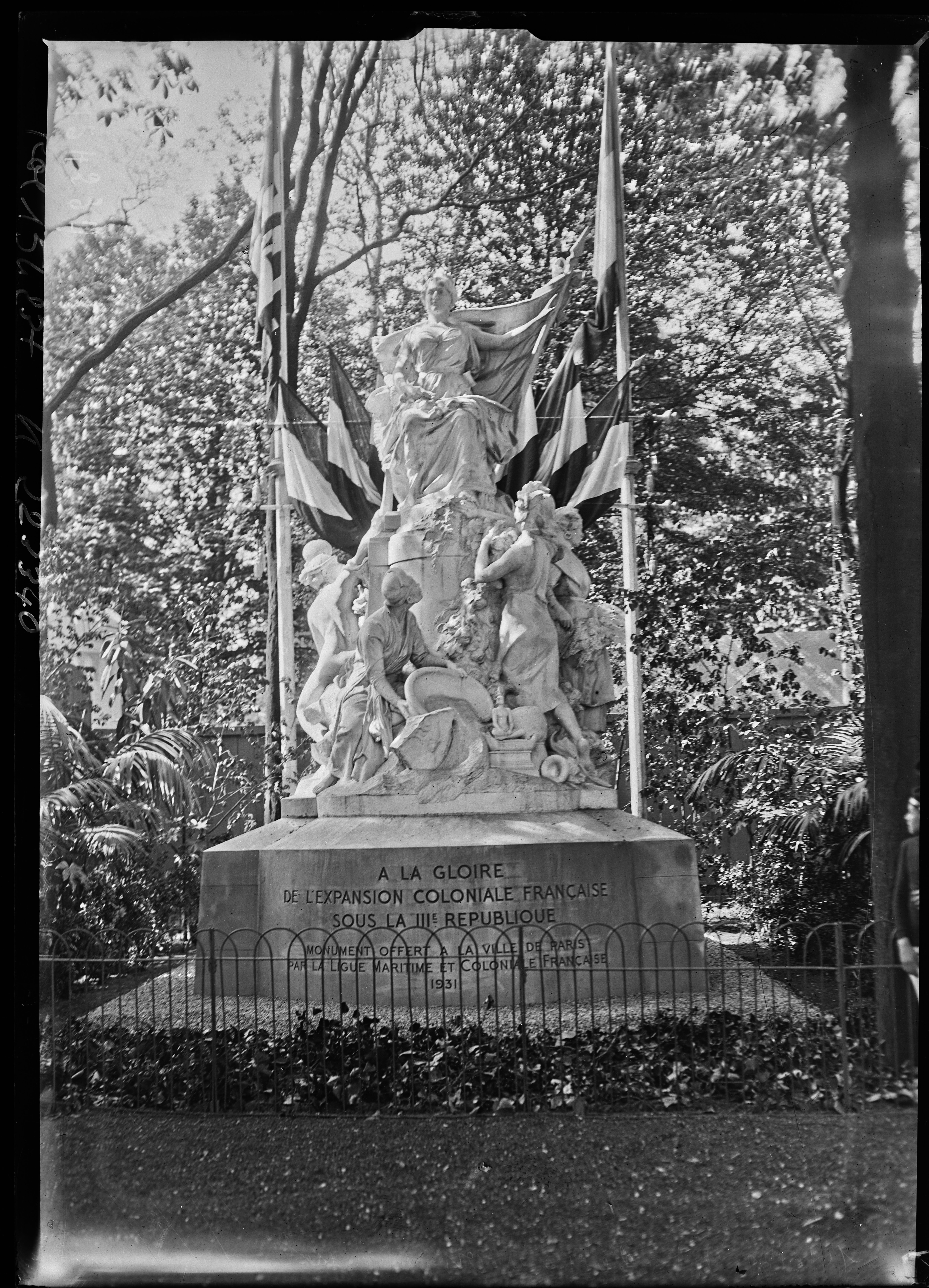
Le monument lors de son inauguration le 14 mai 1931.

L'œuvre tire son origine d'une souscription lancée en 1909 par le journal La Dépêche coloniale illustrée afin d'ériger à Paris un monument dédié à l'empire colonial français et conçu par Jean-Baptiste Belloc, sculpteur officiel du ministère des Colonies. Le projet n'aboutit pas, mais il est relancé par la même revue en 1913. Belloc entreprend alors la réalisation du monument, dans une forme légèrement simplifiée.
En 1915, une subvention de 15 000 francs est accordée pour son érection. Belloc meurt en 1919 et un autre sculpteur achève l'œuvre, qui est finalement inaugurée dans le jardin colonial (actuel jardin tropical de Paris) en 1922.
À la suite de l'exposition coloniale de 1931, le monument est déplacé à la porte Dorée, face au musée des colonies, et inauguré le 14 mai 1932. Il est par la suite à nouveau déplacé pour laisser place au monument à la mission Marchand et échoue sur l'esplanade du château de Vincennes.
En 1961, le monument est démonté et retourne au jardin tropical, où ses différents morceaux sont dispersés. Ils sont regroupés dans un coin à une date ultérieure.